# Homoeogryllus venosus
Homoeogryllus venosus är en insektsart som beskrevs av Henri Saussure 1878. Homoeogryllus venosus ingår i släktet Homoeogryllus och familjen syrsor. Inga underarter finns listade i Catalogue of Life.